# Ellery Queen
Ellery Queen és el pseudònim de dos cosins estatunidencs, d'origen jueu, Frederick Dannay (nascut Daniel Nathan, Nova York, 20 d'octubre de 1905 – 3 de setembre de 1982) i Manfred Bennington Lee (nascut Manford (Emanuel) Lepofsky, Nova York, 11 de gener de 1905 – 3 d'abril de 1971), escriptors de literatura policíaca i creadors del personatge que porta el mateix nom que el seu pseudònim.

## Ellery Queen, investigador
El personatge va ser creat a causa del concurs convocat per una revista per tal de premiar la publicació de la millor òpera prima policíaca. Els autors Dannay i Lee decidiren enviar un treball literari signat amb el mateix nom que el protagonista detectiu i aconseguiren el premi, però abans que la novel·la arribara a estar publicada, la titularitat de l'editorial va ser venuda a un altre empresari, que va preferir editar l'obra d'un altre dels concursants. Els "Ellery Queen" no perderen l'ànim i enviar el seu relat The Roman Hat Mystery a d'altres editorials, fins que els va ser acceptat per l'editor Stokes.
Aparegut per primera vegada el 1929, el personatge d'Ellery Queen es converteix en tan famós quan els seus autors es decidiren a crear la revista Ellery Queen's Mystery Magazine (EQMM), considerada amb el pas del temps com una de les més influents publicacions de literatura de misteri en llengua anglesa de la segona meitat del segle xx.
El protagonista de la novel·la, Ellery Queen, és un jove escriptor de relats de misteri al mateix temps que un investigador aficionat, de ment lúcida i analítica, graduat a la Universitat Harvard i interessat en els delictes només per curiositat (de fet no cobra mai res per la seua activitat investigadora). Son pare Richard Queen, d'origen irlandès, és l'inspector en cap del Departament d'Homicidis de la policia de Nova York, i en moltíssims dels casos Ellery actua com a col·laborador del seu pare en la resolució dels robatoris i homicidis als quals ha de fer front el Departament.

## La primera sèrie de relats
Des de la primera de les novel·les es defineix immediatament el model dels treballs successius: Un crim insòlit, proves contradictòries, la presència de l'inspector Queen i del seu ajudant el sergent Velie, la posada a disposició del lector de tots eles elements suficients per a la revelació del culpable i el conseqüent "desafiament al lector" que precedeix als episodis finals en els quals se revela la solució del cas, sovint al darrer paràgraf o inclús la darrera línia del capítol.
També amb esta primera novel·la s'inicia la fórmula base dels títols en anglès, seguint el següent esquema: "The + adjectiu de nacionalitat + substantiu + Mystery". Els autors imitaren d'aquesta manera el model ja emprat per S.S. Van Dine a la sèrie de novel·les protagonitzades pel seu detectiu Philo Vance, els títols de les quals seguien l'esquema: The + substantiu (de sis lletres) + Murder Case. D'aquesta forma, el segon llibre publicat per la parella a l'any següent (1930) va ser "The French Powder Mystery. A aquesta seguiran The Dutch Shoe Mystery (1931), The Greek Coffin Mystery" (1932), The Egyptian Cross Mystery (1932), The American Gun Mystery (1933), "The Siamese Twin Mystery (1933), The Chinese Orange Mystery" (1934) i The Spanish Cape Mystery (1935). L'èxit del cicle va ser tan gran que, més tard, en ser publicat un nou llibre fora d'aquesta fórmula Halfway House (1936), algunes edicions en castellà el titulen com El misterio de las cerillas suecas, tot i que la darrera versió publicada a Espanya torna al seu sentit original, com a La casa a medio camino.

## Els cicles de Hollywood, Wrightsville i Nova York
A partir de la publicació de The Door Between (1937) comença un breu cicle que trasllada el protagonista des de Nova York fins als estudis de Hollywood, on Ellery és cridat com a autor de guions cinematogràfics. Corresponen a aquest període els títols The Devil To Pay (1938), The Four Of Hearts (1938) i The Dragon's Teeth (1939).
A les novel·les següents Dannay i Lee alternen l'ambientació dels seus relats entre els àmbits de la gran ciutat: "There Was An Old Woman" (1943, sobre una tonada infantil a l'estil de diverses obres d'Agatha Christie), "Cat Of Many Tails" (1949) o "The Origin Of Evil" (1951), amb un breu cicle de relats que se situen a l'entorn d'una ciutat provinciana: Wrightsville. Són "Calamity Town" (1942), "The Murderer Is A Fox" (1945), "Ten Days' Wonder" (1948) i "Double, Double" (1950, també estructurada a partir d'una melodia infantil) 

## Evolució psicològica del protagonista
El personatge Ellery Queen va prendre al seu inici l'aspecte d'un Philo Vance, el detectiu creat per l'escriptor i crític d'art S.S. Van Dine, amb la seua actitud certament esnob i cínica, però a poc a poc va anar adoptant trets més personals. Mantenint una gran intel·ligència crítica i la independència econòmica (deguda a l'herència de la seua difunta mare, pertanyent a una rica i distingida família novaiorquesa), Ellery pren també de la figura del seu pare el sentit realista i pràctic de la vida pel seu origen irlandès, i l'interès per la justícia. De totes maneres, malgrat que a les novel·les afloren algunes dades sobre la intimitat dels personatges principals, inclús algun flirteig ocasional del protagonista, allò fonamental de la seua presència en els relats és l'eficàcia en el raonament deductiu i l'efectivitat, tot i les complicacions i els errors en la resolució dels intricats problemes que es plantegen en els casos criminals narrats.
Les novel·les de Queen varen ser molt prompte traduïdes a l'espanyol, difoses de manera quasi immediata en col·leccions populars de Mèxic i de l'Argentina, però arribaren molt més lentament a la península, a partir dels anys quaranta, i amb major intensitat cap als setanta, en editorials radicades a Catalunya com ara German Plaza o Picazo, però no totes han arribat a ser adaptades al castellà, produint-se importants llacunes en la seua difusió malgrat el magisteri dels seus autors en la novel·la d'intriga i la seua acceptació generalitzada entre els aficionats en el gènere de detecció, que els consideren entre els tres autors fonamentals del "joc net", juntament amb Christie i John Dickson Carr. En llengua catalana, solament alguns dels seus relats curts varen ser publicats als anys trenta a la revista "Llegiu-me", sense que tinguera cap dels títols principals l'honor de ser inclòs en col·leccions tan característiques com "La cua de palla" en cap de les seues aparicions.

## El cicle de Drury Lane
Ellery Queen no és l'únic pseudònim emprat per Dannay i Lee. El 1932 i sota el nom de Barnaby Ross varen crear el personatge de Drury Lane, un veterà actor especialitzat en el repertori de William Shakespeare, amb unes grans dots per a la investigació i que viu la seua època de daurada jubilació en una casa palau anomenada "The Hamlet" (de fet, el nom que els autors donaren al protagonista és així mateix una referència al famós teatre londinenc ubicat a la zona de Drury Lane).
Per l'estil utilitzat, molt prompte la paternitat dels relats de Ross va ser atribuïda a la parella d'autors Queen que, durant la dècada dels trenta, es divertiren creant confusió amb el tema i participant en debats literaris en els que un d'ells es presentava amb el nom d'Ellery i l'altre amb el de Barnaby Ross. En l'actualitat, la reedició de les quatre novel·les protagonitzades per Drury Lane es presenten amb l'etiqueta única d'Ellery Queen, abandonant l'altre pseudònim inicial. Aquests quatre relats constitueixen un cicle unitari i tancat en el qual Dannay i Lee experimentaren diversos subgèneres policíacs, amb característiques que posteriorment seien represes en successives novel·les de Queen.
El primer d'aquests, La tragèdia de X (1932) és el més semblant a les narracions clàssiques de Queen afrontant, amb certes variacions, la temàtica del crim en un "recinte tancat", a partir d'una sèrie d'homicidis que van tenint lloc successivament en un autobús urbà, en un dels "ferris" del riu Hudson i en un vagó de tren de rodalia. En ella queden ja definits els trets fonamentals del mateix Lane, així com els personatges secundaris de l'inspector Thumm, el metge forense Schilling i el procurador Bruno, que continuaran apareixent a les dues obres següents.
La segona novel·la del cicle: "La tragèdia de Y", publicada el mateix any, tracta d'homicidis ocorreguts dins de l'àmbit familiar, preconitzant altres relats de Queen a l'anomenat "cicle de Wrightsville" (com ara "La dècada prodigiosa" o "La ciutat desgraciada") amb reconstruccions analítiques de la psicologia dels diversos personatges i les seues relacions, el mateix que anys després faria l'anglesa Agatha Christie en novel·les del tipus "Five little pigs" (1949), per exemple. Els fets de la narració tenen lloc amb pocs mesos de diferència amb el relat anterior.
La tercera de les obres: "La tragèdia de Z" (1933), se situa temporalment deu anys després dels relats anteriors i en ella s'introdueix el nou personatge de Patience Thumm, filla de l'antic inspector, i dotada igualment d'una notable inquietud investigadora. La noia es converteix en la pràctica en coprotagonista activa de la narració, mentre que Drury Lane, més ancià i amb dificultats d'audició, pren un paper cada vegada més passiu. També la intriga policíac se situa en segon termini, mentre que els autors s'esforcen per aprofundir en la psicologia dels personatges involucrats en el drama, d'arrels carcelàries i un desenllaç vinculat a aquestes.
El relat darrer, publicat com "Drury Lane abandona l'escenari" (1933) amb evident homenatge a Sherlock Holmes, es desenvolupa de manera successiva a l'anterior. Drury Lane, vell i malalt, deixa pas a Patience com a protagonista de la trama, tant en l'aspecte psicològic com en la investigació que se centra aquesta vegada en un manuscrit del mateix William Shakespeare. La conclusió del llibre posa irremeiablement punt final al cicle de les quatre novel·les de Lane, deixant sense resoldre alguns dels punts focals dels misteri plantejat. Amb aquesta novel·la, els autors posaren en crisi la racionalitat que caracteritzava les narracions d'Ellery Queen i, en general, les bases del relat clàssic d'intriga o de "joc net" amb el lector.

## La patent "Ellery Queen"
No totes les novel·les d'Ellery Queen, entenent com a tal a la parella d'escriptors, tenen com a protagonista el detectiu homònim; des de finals dels anys cinquanta fins al 1971, any de la mort de Manfred Lee, aparegueren nombrosos llibres amb estils molt diversos (influenciats per l'aparició de nous autors com Ed McBain o Raymond Chandler, que introduïren un nou estil en les narracions policíaques més orientat cap a l'acció que al procediment lògic-inductiu) que permeteren la suposició, desvetllada com a certa prou de temps després, que "Ellery Queen" s'havia convertit fins a cert punt en una mena de franquícia o, millor encara, la marca d'un grup obert de treball, en el que altres escriptors, per motius comercials i gràcies a la celebritat del pseudònim, signaven sota la supervisió de Lee i de Dannay les obres que escrivien usant la marca Queen.
És el cas per exemple de "Dead Man's Tale" (1961), de "The Madman Theory" (1966) o inclús de "The Player on The Other Side" (1966) publicada com "El jugador d'enfront", escrita en col·laboració amb Theodore Sturgeon, que marcava el retorn del personatge d'Ellery Queen al cap de cinc anys de la que semblava haver estat la seua última aventura "The Finishing Stroke" (1958). El 1961 Queen va ser guardonat amb el premi "Grand Master" de l'associació "Mystery Writers of America".

## Altres protagonistes
Als anys seixanta, amb la firma "Ellery Queen" però amb la participació dels escriptors que formaven part de l'esmentat grup de treball va sorgir un altre personatge protagonista: "l'inspector Tim Corrigan", en un total de sis novel·les (quatre de les quals varen estar escrites per Richard Deming) entre les quals destaca "Kiss and Kill" (1970, "Besa i mata"). El personatge de Tim Corrigan es mou en una zona obscura entre criminals comuns, delictes polítics i trames internacionals, segons les preferències del públic lector del moment. Després d'aquest, un segon cicle amb personatge fix va presentar les aventures de "Mike McCall", assistent personal del governador Sam Holland, i protagonista de tres relats (escrits per Deming, Gil Brewer i Edward D. Hoch. Se suposa que fou iniciativa de Manfred Lee el mantenir actiu el pseudònim com una marca de fàbrica per a la publicació de novel·les apòcrifes, considerant que quan va morir el 1971, "Ellery Queen" cessa totalment en la seua activitat. Dannay va morir onze anys després, en 1982.

## Queen a la ràdio i a la pantalla
Fins a 1938, els cosins Dannay i Lee van escriure guions per al cinema, el que va comportar una lenta però irreversible transformació del seu personatge i de les històries. Abandonat l'esquema lògic formal dels primers "desafiaments al lector", les trames començaren a incloure aspectes psicològics decisius per als fins de la resolució dels casos. No faltaren inclús referències al misticisme, simbolismes religiosos i ocultismes en els darrers relats dels anys seixanta, en els que el personatge d'Ellery va ser absolutament distint del que els primers lectors havien conegut. Aquesta mescla de racionalisme i simbolisme va causar moltes crítiques als autor per part dels seus seguidors més fidels.
Les novel·les d'Ellery foren també adaptades per a les emissores de ràdio i de televisió. Entre 1939 i 1948, les tres principals cadenes dels Estats Units transmeteren el programa radiofònic "The adventures Of Ellery Queen"; en als anys cinquanta, primer la "DuMont Television" i després la cadena "ABC" transmeteren la versió televisiva d'aquests arguments, amb diversos actors en el paper protagonista: Lee Hart, reemplaçat a la seua mort per Lee Bowman, després Hugh Marlowe, George Nader i finalment Lee Phillips. En 1971, una pel·lícula per a la televisió va ser protagonitzada així mateix per Peter Lawford, i més tard (1975-76) va ser la sèrie "Ellery Queen" amb Jim Hutton en el paper protagonista i David Wayne com l'inspector Richard Queen, la que va culminar la popularitat audiovisual del personatge, amb arguments originals, excepte en un dels casos. La sèrie va ser emesa repetidament en diverses temporades per la Televisió Catalana.